# 1472 en santé et médecine
| Années de la santé et de la médecine : 1469 - 1470 - 1471 - 1472 - 1473 - 1474 - 1475    |
| Décennies de la santé et de la médecine : 1440 - 1450 - 1460 - 1470 - 1480 - 1490 - 1500 |

Cet article présente les faits marquants de l'année 1472 en santé et médecine.

## Événements
- 26 juin : fondation de la Hohe Schule (« haute école ») d'Ingolstadt en Bavière, future université de Munich, où la médecine est enseignée dès l'origine[1].
- Le pape Sixte IV reconnaît que l'anatomie est « utile à la pratique médicale et artistique[2] ».
- 1469-1472 : Yolande de France, duchesse de Savoie, fait construire à Chambéry l'hôpital dit « du Paradis[3] ».

## Publications
- Paolo Bagellardo (it) (1410-1420 – 1492-1494) fait paraître son Libellus de egritudinibus infantium (« Petit traité des maladies infantiles »), premier ouvrage de pédiatrie jamais imprimé[4].
- Première édition du Canon d'Avicenne (980-1037), achevé vers 1020, édition partielle qui ne comprend que le livre III[5].
- Première édition, à Mantoue, du Conciliator differentiarum philosophorum et medicorum et du De venenis eorumque remediis, de Pierre d'Abano (c.1250-c.1318[6]).
- Première édition, à Cologne, du De salubri hortensium usu d'Arnaud de Villeneuve (1240-1311[6]).

## Décès
- Giovanni Matteo Ferrari (eo) (né en 1400), professeur de médecine à l'université de Pavie, auteur d'un recueil de Consilia publiés à Pavie peu après sa mort[7].
- Jean de Wesalia (né à une date inconnue), arrière-grand-père d'André Vésale, professeur de médecine et de mathématiques à Louvain, médecin de Marie de Bourgogne, duchesse de Clèves[8].